# Acanthurus nigricans
Acanthurus nigricans és una espècie de peix pertanyent a la família dels acantúrids.

## Descripció
- Pot arribar a fer 21,3 cm de llargària màxima.
- 9 espines i 28-31 radis tous a l'aleta dorsal i 3 espines i 26-28 radis tous a l'anal.
- La base de l'aleta pectoral és de color negre.[3][4]

## Reproducció
És monògam i pot produir híbrids amb Acanthurus achilles.

## Alimentació
Menja algues.

## Hàbitat
És un peix marí, associat als esculls i de clima tropical (21 °C-29 °C; 30°N-24°S) que viu entre 1 i 67 m de fondària (normalment, entre 2 i 67).

## Distribució geogràfica
Es troba a l'est de l'Índic (l'illa Christmas) i el Pacífic (des de les illes Ryukyu i la Gran Barrera de Corall fins a les illes Hawaii i la Polinèsia Francesa). També és present a les illes Revillagigedo, l'illa del Coco, les illes Galápagos i la costa pacífica de Mèxic.

## Costums
És bentopelàgic i territorial.

## Observacions
És inofensiu per als humans.